# Urbánní morfologie
Urbánní morfologie (městská morfologie) je věda zkoumající uspořádání lidských sídel, proces jejich vzniku a transformace. Vztahuje se k urbanismu, historii a geografii. Zkoumá, jak podoba měst, obcí či vesnici odráží způsob lidského života. Analyzuje fyzickou formu rozvržení pozemků, ulic, budov, bloků či měst, v nichž hledá obecné vzory, tzv. urbánní „tkáně". Zkoumá také historické procesy a hierarchii, při kterých městská tkáň vzniká.

## Myšlenkové směry
V širokém slova smyslu existují tři historické „školy" urbánní morfologie: italská, britská a francouzská. Tyto školy se na začátku 20. století vyvíjely odděleně. K prolnutí jejich názorů došlo až v 60. letech 20. století na Mezinárodním semináři urbánní formy (International Seminar on Urban Form, ISUF).

### Italská škola

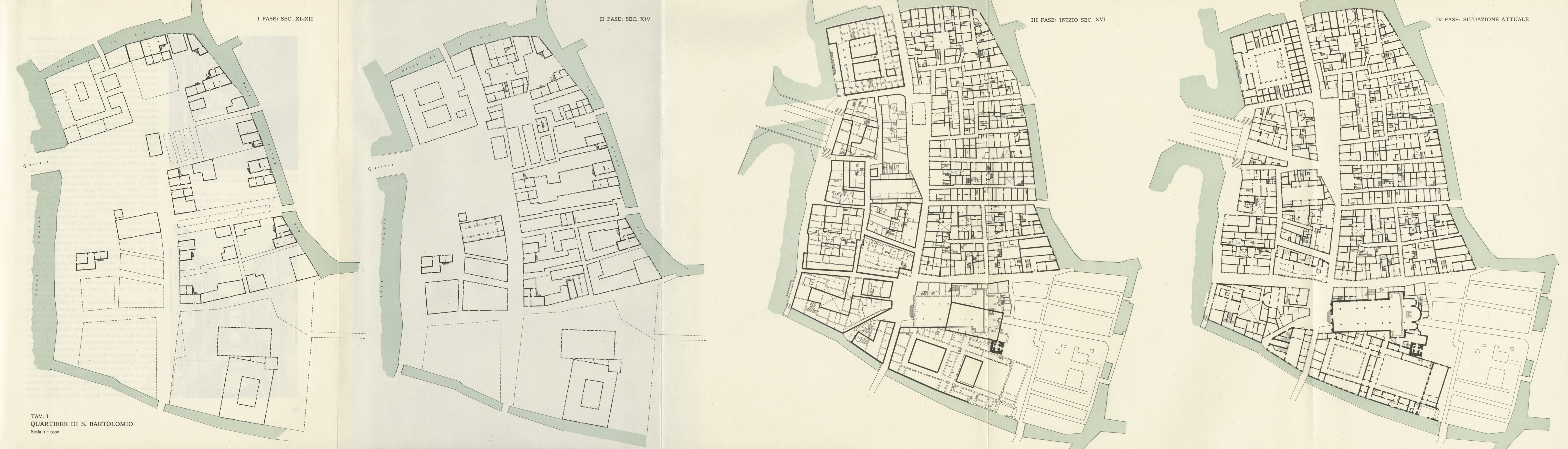
Vývoj urbánní struktury Benátek. Plán vpravo série ukazuje nejnovější stav (1958) urbanistické struktury bloku S. Bartolomio. Tři po sobě jdoucí plány nabízejí retrospektivní periodizaci fází utváření městské struktury.

Italská škola staví na myšlenkách architekta Saveria Muratori z 30. let 20. století. Tato škola byla typologicky-morfologická, zaměřovala se na historickou stopu měst. Muratori analyzoval Řím a Benátky. Města klasifikoval dle historického období, urbanistického řešení, plánovacích paradigmat, stavebních typů i architektonického detailu. Sledoval základní a speciální budovy, cesty a póly (body zájmu). Mezi další architekty této školy patří Gianfranco Caniggia a G. Luigi Maffei.

### Britská škola
Britská škola staví na myšlenkách původem německého geografa Michaela R. G. Conzena, který během Druhé světové války působil ve Spojeném království. Tato škola byla historicko-geografická. Conzen města analyzoval pomocí zkoumání městských plánů. Základní jednotkou města je ulice, parcela a dům. Parcelu od nejdůležitější části člení na hlavu, tělo a ocas.
V myšlenkách M. R. G. Conzena pokračoval také jeho syn Michael Conzen. Součástí britské školy byl také Jeremy Whitehead, který přišel s konceptem okrajových pásů měst. Do těchto pásů se město rozrůstá, jsou určeny ke smíšenému využití.

### Francouzská škola
Ve Francii řešila urbánní morfologii versaillská architektonická škola. Zabývala se tím, jakou má vystavěná forma měst vliv na společnost.

### Konfigurativní teorie
Urbanisté Bill Hillier a Julienne Hanson v roce 1984 v knize The Social Logic of Space představili teorii „space syntax", která se stala základem konfigurativní školy urbánní morfologie. Ta představuje způsob, jak najednou analyzovat propojenost (integraci či segregaci) města či sídla jako celku. Má přínos k poznání vztahu mezi územním plánováním, architekturou, prostorovým rozvržením, ekonomickými, sociálními a environmentální vlastnostmi.

#### Axiální mapa

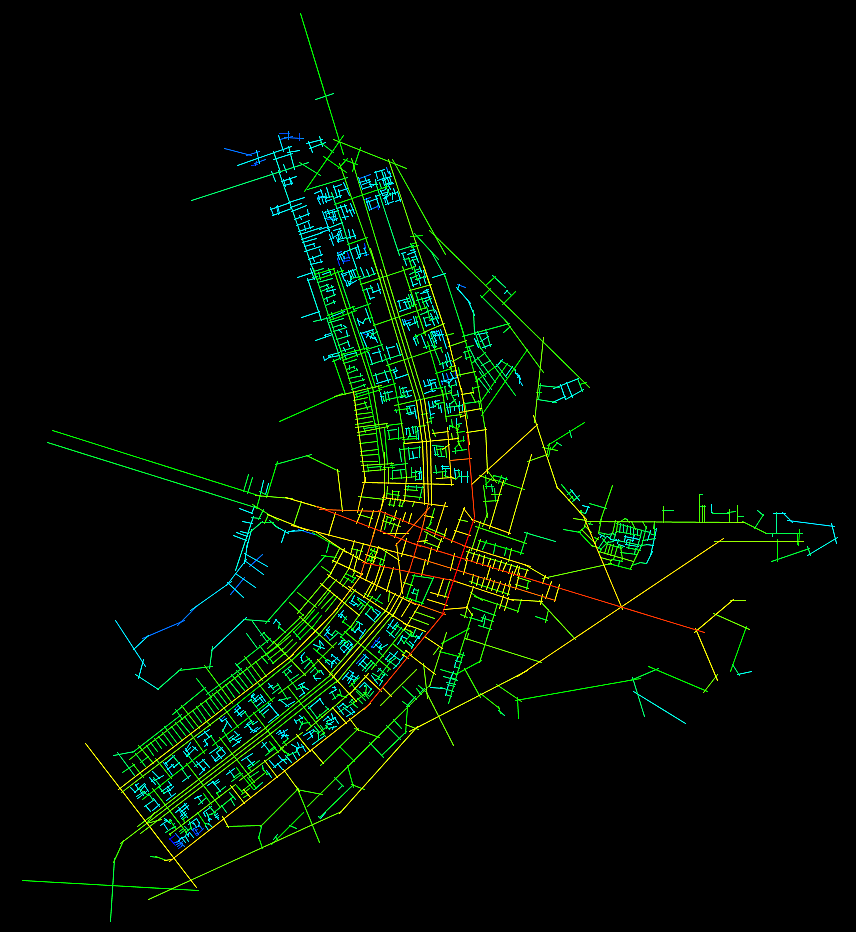
Axiální mapa hlavního brazilského města Brasilia. Axiální mapa pomocí barev zobrazuje nejvíce integrovaná místa (červeně) a také nejvíce segregovaná místa (modře), které jsou méně spojeny s okolní strukturou.

Z map ulic měst konfigurativní škola vytváří konvexní a následně axiální mapy. Axiální mapu představují čáry propojující jednotlivé body města (ulice, náměstí). Ty zjednodušeně znázorňují jak vystavěnou formu města, tak vzájemné propojení vazeb mezi lidmi.
Ačkoliv axiální mapy ukazují nejvíce integrovaná místa, neznamená to, že tato místa jsou kvalitní či nejlepší k životu. Tento typ mapy totiž nevypovídá o kvalitě povrchů, přítomnosti zeleně či aktivního parteru budov. Je přirozené, že město má určitý počet segregovaných a integrovaných míst. Je žádoucí, aby tato místa byla rovnoměrně rozprostřena, aby nedocházelo k riziku vzniku patologického sociálního chování.